# Nação Portuguesa (revista)
Nação Portuguesa, com o subtítulo de Revista de Filosofia Política, foi uma revista que se publicou, inicialmente em Coimbra e depois em Lisboa, entre 8 de abril de 1914 até 1938, que configurava a ideologia do Integralismo Lusitano, de que foi o órgão oficial. Inicialmente era seu proprietário e diretor Alberto de Monsaraz (1914 a 1916), já da 2.ª série, de 1922 a 1924, surge com um novo subtítulo, Revista de Cultura Nacionalista, passa a ser dirigida por António Sardinha, e por último Manuel Múrias (1926 a 1938).
Entre os principais temas e debates abordados, refiram-se: o regresso da tradição, a crítica ao constitucionalismo e o elogio do municipalismo e da monarquia orgânica por oposição ao republicanismo “cartista”, que remontaria ao período dos Enciclopedistas e da Revolução Francesa.
Inicialmente os seus agentes de distribuição nas diversas localidades foramː emː Guimarães - Revista Gil Vicente; no Porto - António Álvaro Dória; em Lobito - Eusébio Soares; em Huambo - António Pais Pinheiro de Figueiredo; na Beira - Luís Ribas; em New Bedford - António Augusto Lopes; em Tauton (ʔ) - António Gil Ferreira Mendes; no Maranhão - A. G. C. d’Abreu e Ct.ª e em São Paulo - João Moura. Representantes em Madrid, o marquês de Quintanar e em Paris, o referido Alberto de Monsaraz.
Como principais colaboradores, além dos seus directores, foramː Luiz d’Almeida Braga, Rolão Preto, Alexandre Corrêa, Adriano Xavier Cordeiro, Alfredo Pimenta, Francisco L. Vieira d’Almeida, Garcia Pulido, Gustavo Ferreira Borges, Hipólito Raposo, João do Amaral, Luís Cabral de Moncada Rebello de Bettencourt, Pedro Teotónio Pereira, José A. Pequito Rebelo, Domingos de Gusmão Araújo, Feliciano Ramos, José Osório de Oliveira, Carlos Malheiro Dias, Fernando Pires de Lima, Augusto da Costa, Bettencourt Rodrigues, Silva Rego, Henrique Galvão, Amadeu de Vasconcellos («Mariotte»), Simeão Pinto de Mesquita, Afonso Lopes Vieira, Caetano Beirão, Fernando Campos, J. Lúcio de Azevedo, Rodrigues Cavalheiro, João Ameal, Martinho Nobre de Melo, Mussolini, Gonçalves Cerejeira, entre outros.
Na 3.ª série, de 1924 a 1926, surge Castelo Branco Chaves e a 5.ª série, de 1928 e 1929: é secretariada por Marcelo Caetano.
Podemos acrescentar que igualmente participaram com artigos, na sua 4.ª serie, Gonzague Truc, Francisco Beliz (Fernão da Vide), José Augusto Vaz Pinto, António Serras Pereira, Correia Marques e Juan Beneyto Pérez.